# 8. Flak-Division
A 8. Flak-Division (em português: Oitava Divisão Antiaérea) foi uma divisão de defesa antiaérea da Luftwaffe durante a Alemanha Nazi, que prestou serviço na Segunda Guerra Mundial. Foi formada a partir do Luftverteidigungskommando 8.

## Comandantes
- Kurt Wagner - (1 de setembro de 1941 - 4 de Dezembro de 1944)[2]
- Max Schaller - (4 de dezembro de 1944 - 7 de Maio de 1945)[2]